# Kostolné
Kostolné este o comună slovacă, aflată în districtul Myjava din regiunea Trenčín. Localitatea se află la altitudinea de 219 m deasupra n.m., se întinde pe o suprafață de 10,11 km2 și în 2017 număra 604 locuitori.

## Istoric
Localitatea Kostolné este atestată documentar din 1392.

## Demografie
| An:                | 1994 | 2004    | 2014   | 2024   |
| ------------------ | ---- | ------- | ------ | ------ |
| Număr de persoane: | 718  | 640     | 601    | 621    |
| Diferență:         |      | −10,86% | −6,09% | +3,32% |

| An:                | 2023 | 2024   |
| ------------------ | ---- | ------ |
| Număr de persoane: | 627  | 621    |
| Diferență:         |      | −0,95% |